# 金武町ベースボールスタジアム
金武町ベースボールスタジアム（きんちょう・ベースボール・スタジアム）は沖縄県国頭郡金武町にある野球場。
2009年2月、沖縄本島北部特別振興対策事業の一環として当スタジアムの建設事業が採択。総工費約13億円をかけて建設され、2011年12月に落成式を行った。
町が開発を進めている米軍ギンバル訓練場跡地に隣接する。
完成した2012年以降、春季には東北楽天ゴールデンイーグルスが当スタジアムを利用している。韓国プロ野球・起亜タイガースも2019年春季までキャンプ地として利用していた。